# Атоєв Аббос Абдураззокович
Аббос Абдураззокович Атоєв  (узб. Abbos Abdurazzoqovich Atoyev/Аббос Абдураззоқович Атоев, 7 червня 1986) — узбецький боксер, бронзовий призер Олімпіади 2012, чемпіон світу (2007, 2009), призер Кубка світу 2008 і Азійських ігор (2010).

## Боксерська кар'єра
Перший успіх прийшов до Атоєва на чемпіонаті Азії 2007 року, на якому в фіналі він переміг майбутнього олімпійського чемпіона Чжан Сяопін (Китай).

### Чемпіонат світу 2007
(кат. до 81 кг)
У чвертьфіналі переміг Марьо Шиволія (Хорватія) — 17-6
У півфіналі переміг Еркебулана Шиналієва (Казахстан) — 17-8
У фіналі переміг фаворита турніру росіянина Артура Бетербієва — 20-17
На Олімпійських іграх 2008 Атоєв програв в першому ж поєдинку Джахону Курбанову (Таджикистан) — 3-11.
Того ж 2008 року взяв участь в Кубку світу, на якому в чвертьфіналі розгромив Марьо Шиволія — 12-0, в півфіналі взяв реванш за поразку на Олімпіаді у Джахона Курбанова, але в фіналі програв Артуру Бетербієву — 7-17.

### Чемпіонат світу 2009
(кат. до 75 кг)
У 2009 році Атоєв перейшов до нижчої вагової категорії. У півфіналі чемпіонату світу переміг Віджендер Сінґха (Індія), а у фіналі — Андраніка Акопяна (Вірменія).
На Азійських іграх 2010 завоював срібну нагороду, програвши в фіналі Віджендер Сінґху.
На чемпіонаті світу 2011 програв нокаутом Мурата Рьота (Японія).

### Виступ на Олімпіаді 2012
(кат. до 75 кг)
У першому раунді змагань переміг Бадреддін Хаддіоу (Марокко) — 11-9
У другому раунді змагань переміг Богдан Журатоні (Румунія) — 12-10
У чвертьфіналі переміг Віджендер Сінґха (Індія) — 17-13
У півфіналі програв Мурата Рьота (Японія) — 12-13

## Виступи на Олімпіадах
| Олімпіада   | Вагова категогія | Місце |
| ----------- | ---------------- | ----- |
| Пекін 2008  | напівважка       | =17   |
| Лондон 2012 | 75 кг            | =3    |